# 中島未来 (サッカー選手)
中島 未来（なかしま みく、1983年12月9日 - ）は、静岡県出身の元女子サッカー選手。現役時代のポジションはフォワード、ミッドフィールダー。

## 経歴
- 清水第八SC
- アルビレックス新潟レディース
- 清水FC女子